# Lilaköttig taggsvamp
Lilaköttig taggsvamp (Sarcodon fuligineoviolaceus) är en svampart som först beskrevs av Károly Kalchbrenner, och fick sitt nu gällande namn av Narcisse Theophile Patouillard 1900. Lilaköttig taggsvamp ingår i släktet Sarcodon och familjen Bankeraceae.  Arten är reproducerande i Sverige. Inga underarter finns listade i Catalogue of Life.